# Douglas Lima
Douglas Lima, född 5 januari 1988 i Goiânia, är en brasiliansk MMA-utövare som tävlar i organisationen Bellator MMA där han är trefaldig mästare i weltervikt (2014-2015, 2016-2018, 2019-). Han är bror till MMA-utövaren Dhiego Lima.